# Crithagra xantholaema
El serín de Salvadori (Crithagra xantholaema) es una especie de ave paseriforme de la familia Fringillidae endémica de Etiopía.

## Distribución y hábitat
Se encuentra únicamente en los montes del sur y este de Etiopía. Su hábitat son los bosques secos montanos y de matorral montanos tropicales.
Se ve amenazada por pérdida de su hábitat.